# Subpiatră, Bihor
Subpiatră este un sat în comuna Țețchea din județul Bihor, Crișana, România.

## Vezi și
- Biserica de lemn din Subpiatră

 Acest articol despre o localitate din județul Bihor este deocamdată un ciot. Puteți ajuta Wikipedia prin completarea lui.